# 古恒
古恒（法語：Maurice Courant，1865年10月12日—1935年8月18日），法国东方学家。
古恒出生于法国巴黎，毕业于巴黎大学法学院及国立东方语言文化学院，主修中文、日文。1889年前往中国任法国驻华使馆见习生，1890年任使馆翻译。此后又前往韩国、日本任外交官。1895年后结束外交生涯，赴里昂大学任教。1896年凭借《朝鲜书志》获得儒莲奖。此后又于1903年、1913年、1915年三次获儒莲奖。1913年获博士学位后，成为里昂大学汉学教授。1921年里昂中法大学成立后，出任协会秘书。1935年在里昂逝世。
他著有多本东亚研究的书籍，包括《北京朝廷》（La cour de Pékin，1891年）、《在中国：风俗习惯与制度，人和事》（En Chine: mœurs et institutions, hommes et faits，1901年）、《朝鲜书志》（Bibliographie coréenne，1894年－1901年）等。